# Cantone di Laroquebrou
Il Cantone di Laroquebrou era una divisione amministrativa dell'arrondissement di Aurillac.
A seguito della riforma approvata con decreto del 13 febbraio 2014, che ha avuto attuazione dopo le elezioni dipartimentali del 2015, è stato soppresso.

## Composizione
Comprendeva i comuni di
- Arnac
- Ayrens
- Cros-de-Montvert
- Glénat
- Lacapelle-Viescamp
- Laroquebrou
- Montvert
- Nieudan
- Rouffiac
- Saint-Étienne-Cantalès
- Saint-Gérons
- Saint-Santin-Cantalès
- Saint-Victor
- Siran